# Nuevo Ayuntamiento de Legnica
El ayuntamiento de Legnica es la sede de las autoridades de la ciudad, un edificio construido en 1902-1905 en estilo neorrenacentista.

## Historia
Como resultado del desarrollo de la ciudad, a finales del siglo XIX, surgió la necesidad de construir un nuevo ayuntamiento más grande. La nueva sede de las autoridades municipales de Legnica fue erigida en los años 1902-1905 según el proyecto del consejero de construcción Paul Öhlmann. El edificio actual es el resultado de la ejecución de la primera parte del proyecto porque el diseño original asumió también la construcción de un complejo de cuatro alas con dos patios internos y una torre monumental. La construcción, probablemente por falta de fondos, nunca se ha completado según su proyecto original.
Por decisión de un conservador provincial de monumentos del 14 de abril de 1981, el edificio fue inscrito al registro público de monumentos históricos.    

## Arquitectura
El nuevo ayuntamiento constituye un magnífico edificio neorrenacentista en forma de L. La construcción es de cinco plantas, tiene dos cuerpos adelantados exteriores y está cubierta con techos a dos aguas con buhardillas. En la cumbrera hay un pequeño campanario (sygnaturka) mientras los techos están enmarcados en los gabletes neorrenacentistas ricamente decorados. El pequeño campanario está rematado con cubierta carpada con dos aberturas. Las fachadas están ricamente decoradas con detalles arquitectónicos como ventanas miradores, almohadillas y marcos de la ventana. Los detalles escultóricos, que decoran la ventana mirador norte, hacen referencia al pasado de la ciudad. En los pilares de la logia se ubicaron figuras de caballeros con los escudos de armas de Silesia, Legnica y Prusia. En la parte superior del frontón se repitió una cartela con el escudo de la ciudad, formado por dos llaves cruzadas. Encima de éste hay una figura de un león checo, el animal del escudo de armas de Legnica. Los tramos de dos y media tienen pasillos de comunicación y están cubiertos con bóvedas de cañón con lunetas. El impresionante ayuntamiento es la sede de las autoridades municipales.    

## Galería

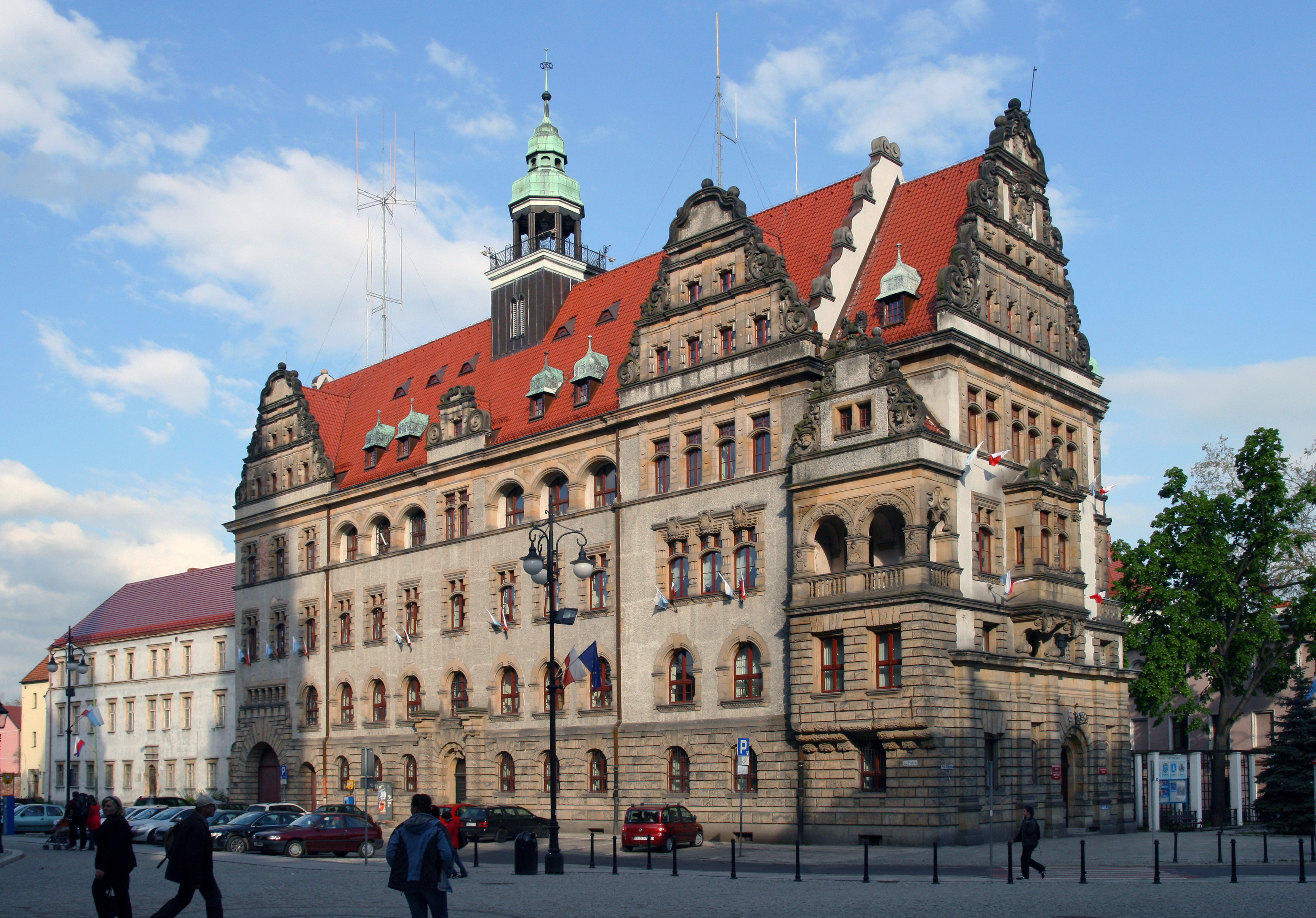
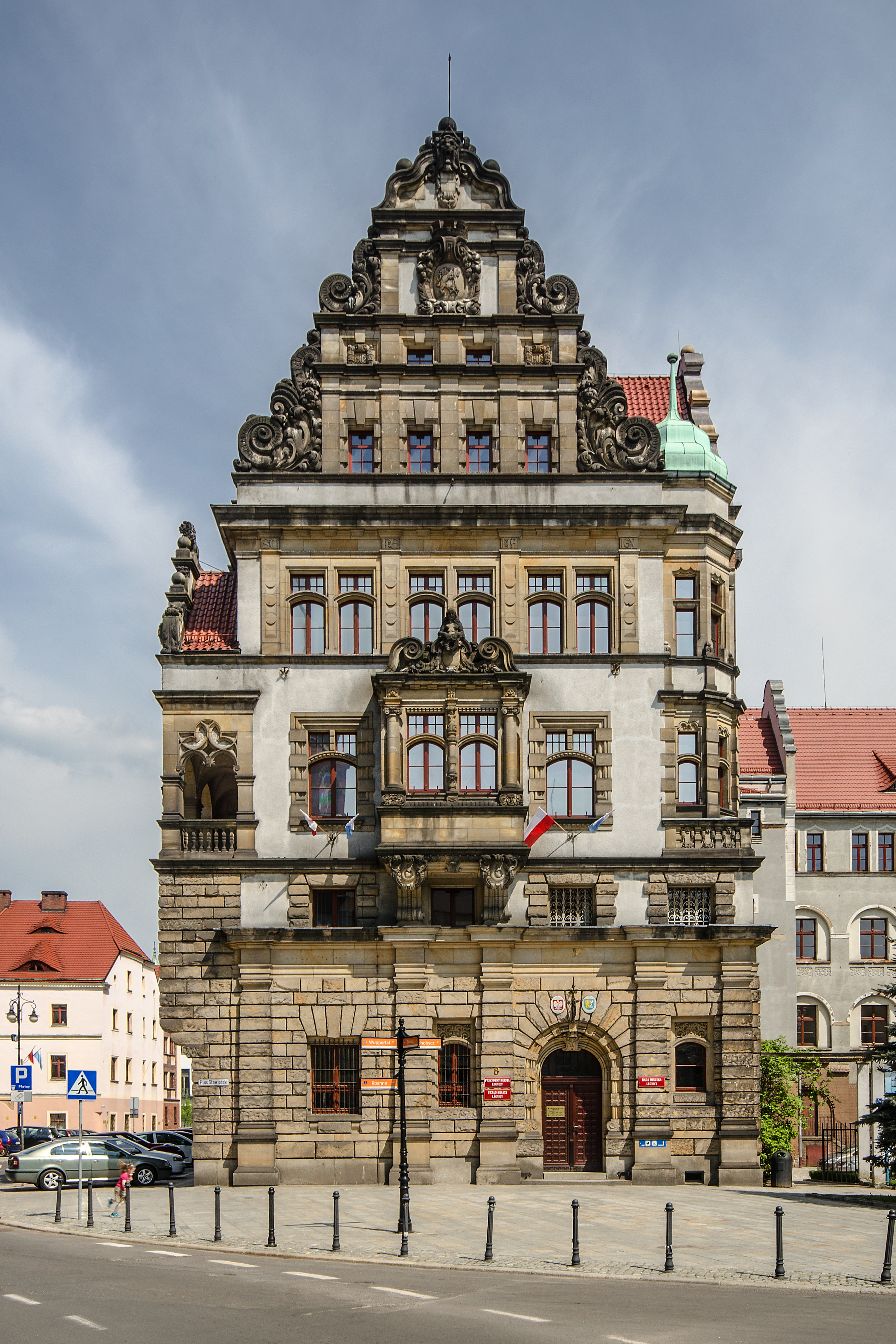
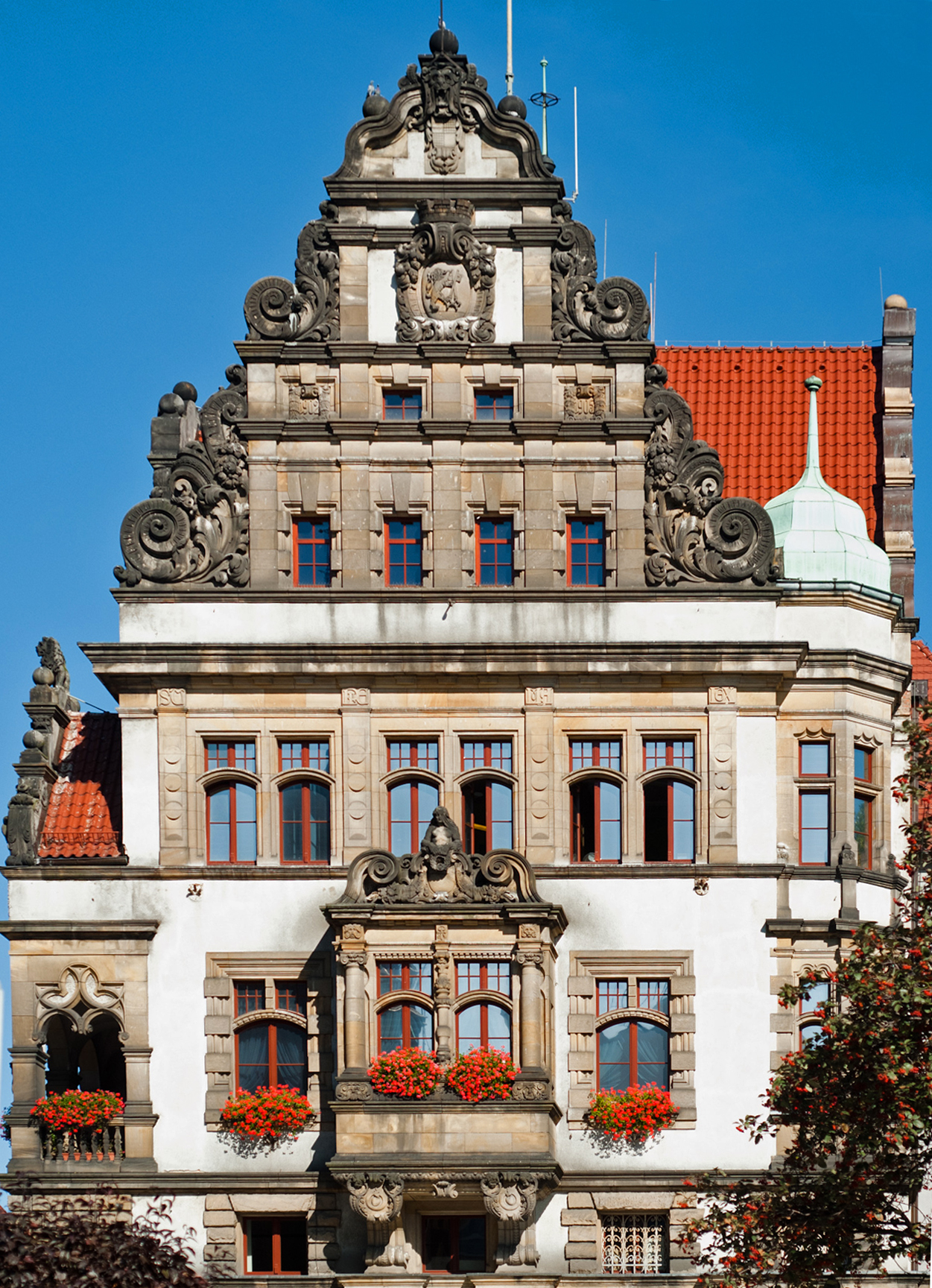
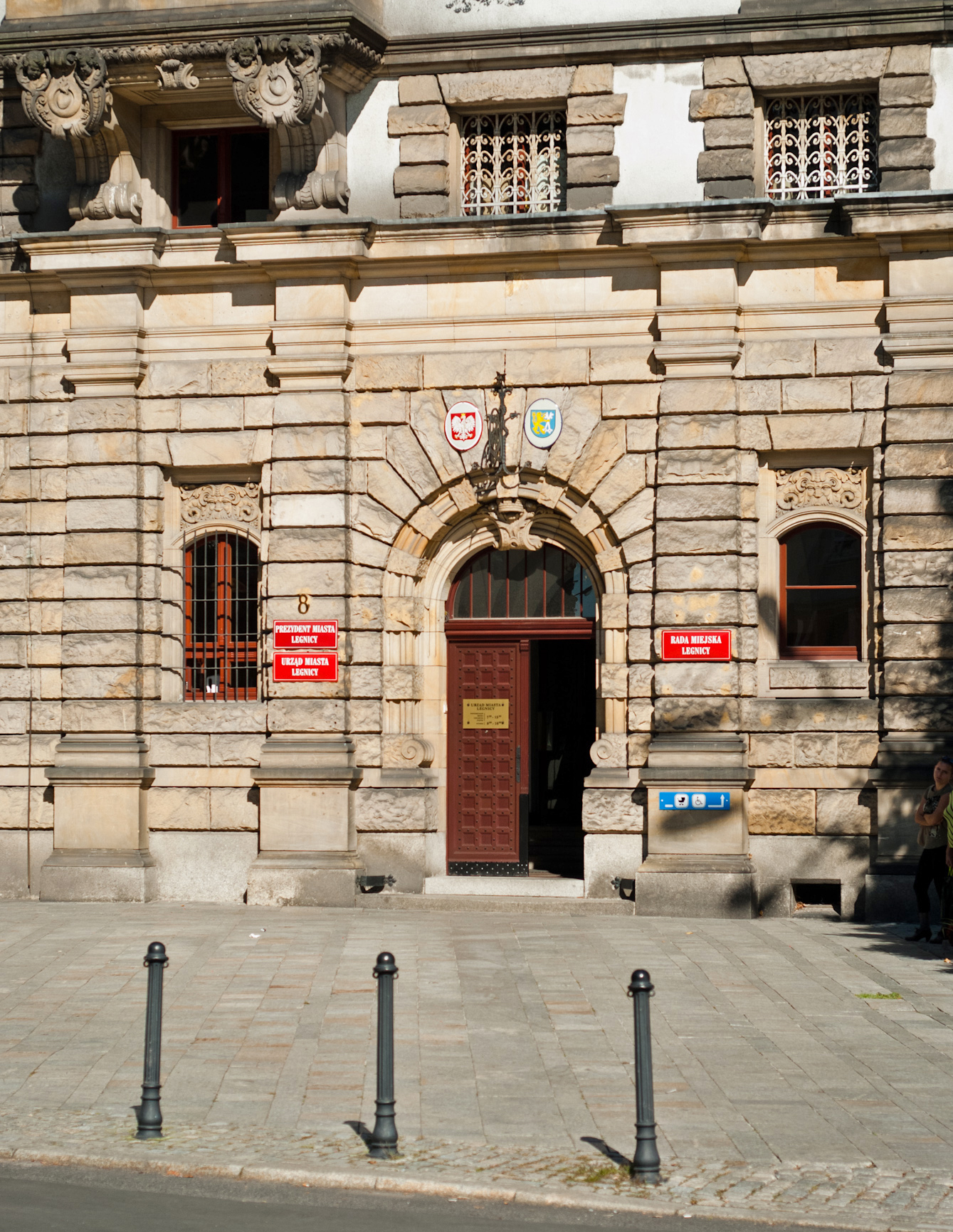